# I Am Not a Doctor
I Am Not a Doctor är musikduon Molokos andra studioalbum, utgivet 24 augusti 1998. Singeln "Sing It Back" blev en stor hit.

## Låtlista
1. "The Flipside"
2. "Knee Deepen"
3. "Blink"
4. "Stylophone Pet"
5. "Downsized"
6. "Sorry"
7. "Sing It Back"
8. "Pretty Bridges"
9. "Be Like You"
10. "Caught in a Whisper"
11. "Dr. Zee"
12. "The Id"
13. "Tatty Narja"
14. "Over My Head"
15. "Should've Been, Could've Been"
16. "The Flipside" (Pigs in Space Remix) (bonusspår)